# Richard Harrison
Richard Harrison (Salt Lake City, 26 maggio 1936) è un attore statunitense.

## Biografia
Lavorò dapprima come fotomodello in riviste di sport e di culturismo prima di diventare attore presso lo studio American International Pictures, in stretta relazione di coproduzione e importazione con il cinema italiano. All'inizio degli anni sessanta si trasferì in Italia dove fu protagonista di molti film di genere, generalmente considerati b-movies: peplum, spaghetti-western, poliziotteschi e film di spionaggio. Lavorò anche in televisione, dove apparve, fra l'altro, nello sceneggiato Rai Il balordo (1978), al fianco di Tino Buazzelli.
Fra i suoi maggiori successi cinematografici, vanno citati Il gladiatore invincibile (1961), Duello nel Texas (1963), Colpo maestro al servizio di Sua Maestà britannica (1967) e Le spie uccidono a Beirut (1965). In quest'ultimo film interpretò l'agente Bob Fleming 077, palesemente ispirato alla figura di James Bond.
Harrison fu inoltre in lizza per la parte dell'uomo senza nome della trilogia del dollaro. Secondo quanto afferma lui stesso, rifiutò il ruolo perché poco convinto dalla sceneggiatura e dalla paga, e consigliò alla produzione il collega Clint Eastwood.
La carriera di Harrison declinò a metà degli anni settanta, per cui apparve in vari film di produzione orientale, girati a Hong Kong, Taiwan e nelle Filippine. Negli anni ottanta, fu protagonista di vari film ninja di scarso livello artistico e girati a Hong Kong, che furono poi venduti sotto vari e assurdi titoli, mischiati al montaggio ad altri film orientali. Deluso da quell'esperienza, nel 1987 decise di ritornare negli Stati Uniti, dopodiché si ritirò definitivamente dal cinema dopo pochi film girati in patria.

### Vita privata
È il padre dell'attore Sebastian Harrison, noto negli anni ottanta per aver interpretato il ruolo di Satomi nella serie di telefilm Love Me Licia; è quindi suocero di Lívia Pillmann.

## Filmografia

### Attore
- Kronos, il conquistatore dell'universo (Kronos), regia di Kurt Neumann (1957)
- Un solo grande amore (Jeanne Eagles), regia di George Sidney (1957)
- South Pacific, regia di Joshua Logan (1958)
- Furia d'amare (Too Much, Too Soon), regia di Art Napoleon (1958)
- Plotone d'assalto (Battle Flame), regia di R.G. Springsteen (1959)
- In punta di piedi (Tall Story), regia di Joshua Logan (1960)
- Il padrone del mondo (Master of the World), regia di William Witney (1961)
- Il gladiatore invincibile, regia di Alberto De Martino (1961)
- Il giustiziere dei mari, regia di Domenico Paolella (1962)
- I sette gladiatori, regia di Pedro Lazaga (1962)
- Perseo l'invincibile, regia di Alberto De Martino (1963)
- Il pirata del diavolo, regia di Roberto Mauri (1963)
- Duello nel Texas, regia di Ricardo Blasco (1963)
- I tre spietati (El sabor de la venganza), regia di Joaquín Luis Romero Marchent (1964)
- L'ultimo gladiatore, regia di Umberto Lenzi (1964)
- I due gladiatori, regia di Mario Caiano (1964)
- La rivolta dei pretoriani, regia di Alfonso Brescia (1964)
- I giganti di Roma, regia di Antonio Margheriti (1964)
- I tre sergenti del Bengala, regia di Umberto Lenzi (1964)
- Le spie uccidono a Beirut, regia di Luciano Martino (1965)
- 100.000 dollari per Ringo, regia di Alberto De Martino (1965)
- La montagna di luce, regia di Umberto Lenzi (1965)
- A 077 - Sfida ai killers, regia di Antonio Margheriti (1966)
- El Rojo, regia di Leopoldo Savona (1966)
- Duello nel mondo, regia di Georges Combret e Luigi Scattini (1966)
- L'uomo del colpo perfetto, regia di Aldo Florio (1967)
- La donna, il sesso e il superuomo, regia di Sergio Spina (1967)
- Colpo maestro al servizio di Sua Maestà britannica, regia di Michele Lupo (1967)
- 28 minuti per 3 milioni di dollari, regia di Maurizio Pradeaux (1967)
- Anche nel West c'era una volta Dio, regia di Marino Girolami (1968)
- Joko - Invoca Dio... e muori, regia di Antonio Margheriti (1968)
- Uno dopo l'altro, regia di Nick Nostro (1969)
- C'era una volta un gangster, regia di Marco Masi (1969)
- 36 ore all'inferno, regia di Roberto Bianchi Montero (1969)
- Pussycat, Pussycat... ti amo (Pussycat, Pussycat, I Love You), regia di Rod Amateau (1970)
- Prima ti perdono... poi t'ammazzo (La diligencia de los condenados), regia di Juan Bosch (1970)
- I Leopardi di Churchill, regia di Maurizio Pradeaux (1970)
- Reverendo Colt, regia di León Klimovsky (1970)
- L'uomo di Marsiglia (L'Explosion), regia di Marc Simenon (1971)
- Sei già cadavere amigo... ti cerca Garringo (Abre tu fosa amigo... llega Sabata), regia di Juan Bosch (1971)
- I fantasmi di Omah-Ri, regia di Amasi Damiani (1971)
- Lo chiamavano King..., regia di Giancarlo Romitelli (1971)
- Acquasanta Joe, regia di Mario Gariazzo (1971)
- Lo sceriffo di Rockspring, regia di Mario Sabatini  (1971)
- Si può fare molto con 7 donne, regia di Fabio Piccioni (1972)
- Jesse & Lester - Due fratelli in un posto chiamato Trinità, regia di Renzo Genta (1972)
- La lunga cavalcata della vendetta, regia di Tanio Boccia (1972)
- Alla larga amigos, oggi ho il grilletto facile... (Los fabulosos de Trinidad), regia di Ignacio F. Iquino (1972)
- L'amico del padrino, regia di Frank Agrama (1972)
- Spara Joe... e così sia!, regia di Emilio P. Miraglia (1972)
- Pugni, pirati e karatè, regia di Joe D'Amato (1973)
- Una donna per 7 bastardi, regia di Roberto Bianchi Montero (1974)
- L'inferno dei mongoli, regia di Chang Cheh (1975)
- Boxer Rebellion, regia di Chang Cheh (1976)
- Clouzot & C. contro Borsalino & C., regia di Mario Pinzauti (1977)
- La belva col mitra, regia di Sergio Grieco (1977)
- Kaput Lager - Gli ultimi giorni delle SS, regia di Luigi Batzella (1977)
- Provincia violenta, regia di Mario Bianchi (1978)
- Napoli... i 5 della squadra speciale, regia di Mario Bianchi (1978)
- Strategia per una missione di morte, regia di Luigi Batzella (1979)
- Napoli storia d'amore e di vendetta, regia di Mario Bianchi (1979)
- I guappi non si toccano, regia di Mario Bianchi (1979)
- La sfida del tigre (Mie jue qi qi), regia di Bruce Le, Richard Harrison (non accreditato) e Luigi Batzella (non accreditato) (1980)
- Orgasmo nero, regia di Joe D'Amato (1980)
- Corri come il vento, Kiko, regia di Sergio Bergonzelli (1982)
- Amok, regia di Souheil Ben-Barka (1983)
- Blood Debts, regia di Teddy Page (1985)
- È arrivato mio fratello, regia di Castellano e Pipolo (1985)
- Ninja terminator, regia di Godfrey Ho (1985)
- Ninja campione (Ninja Champion), regia di Godfrey Ho (1985)
- Three Men on Fire, regia di Richard Harrison (1986)
- Ninja the Protector, regia di Godfrey Ho (1986)
- Ninja Avengers, regia di Godfrey Ho (1987)
- Ninja Commandments, regia di Joseph Lai (1987)

### Regista
- Acquasanta Joe (1971) – non accreditato
- La sfida del tigre (1980) – non accreditato
- Three Men on Fire (1986)

### Sceneggiatore
- Scalps, regia di Claudio Fragasso e Bruno Mattei (1987)

## Doppiatori italiani
- Pino Locchi in L'ultimo gladiatore, La rivolta dei pretoriani, Le spie uccidono a Beirut, El Rojo, La donna, il sesso e il superuomo, L'uomo del colpo perfetto, Colpo maestro al servizio di Sua Maestà britannica, Sei già cadavere amigo... ti cerca Garringo!, La belva col mitra
- Giuseppe Rinaldi in I tre spietati, I due gladiatori, I tre sergenti del Bengala, La montagna di luce, A 077 - Sfida ai killers, 28 minuti per 3 milioni di dollari, Uno dopo l'altro
- Renato Izzo in  Il pirata del diavolo, Duello nel mondo, C'era una volta un gangster
- Glauco Onorato in Duello nel Texas, Kaput Lager - Gli ultimi giorni delle SS
- Pino Colizzi in Napoli... i 5 della squadra speciale, I guappi non si toccano
- Riccardo Cucciolla in Il giustiziere dei mari, Perseo l'invincibile
- Adalberto Maria Merli in 100.000 dollari per Ringo, L'amico del padrino
- Giancarlo Maestri in Joko - Invoca Dio... e muori, Jesse & Lester - Due fratelli in un posto chiamato Trinità
- Luigi Vannucchi in Boxer Rebellion
- Stefano Satta Flores in L'inferno dei mongoli
- Paolo Ferrari in Il gladiatore invincibile
- Sergio Fantoni in I giganti di Roma
- Michele Kalamera in 36 ore all'inferno
- Pierangelo Civera in Reverendo Colt
- Giacomo Piperno in Spara Joe... e così sia!
- Michele Gammino in Provincia violenta
- Massimo Foschi in Si può fare molto con sette donne
- Cesare Barbetti in  Lo sceriffo di Rockspring
- Ugo Pagliai in Anche nel West c'era una volta Dio
- Mimmo Palmara in Pugni, pirati e karatè
- Emilio Cappuccio in È arrivato mio fratello
- Gigi Pirarba in Prima ti perdono... poi t'ammazzo
- Elio Zamuto in  Clouzot & C. contro Borsalino & C.